# Handysize

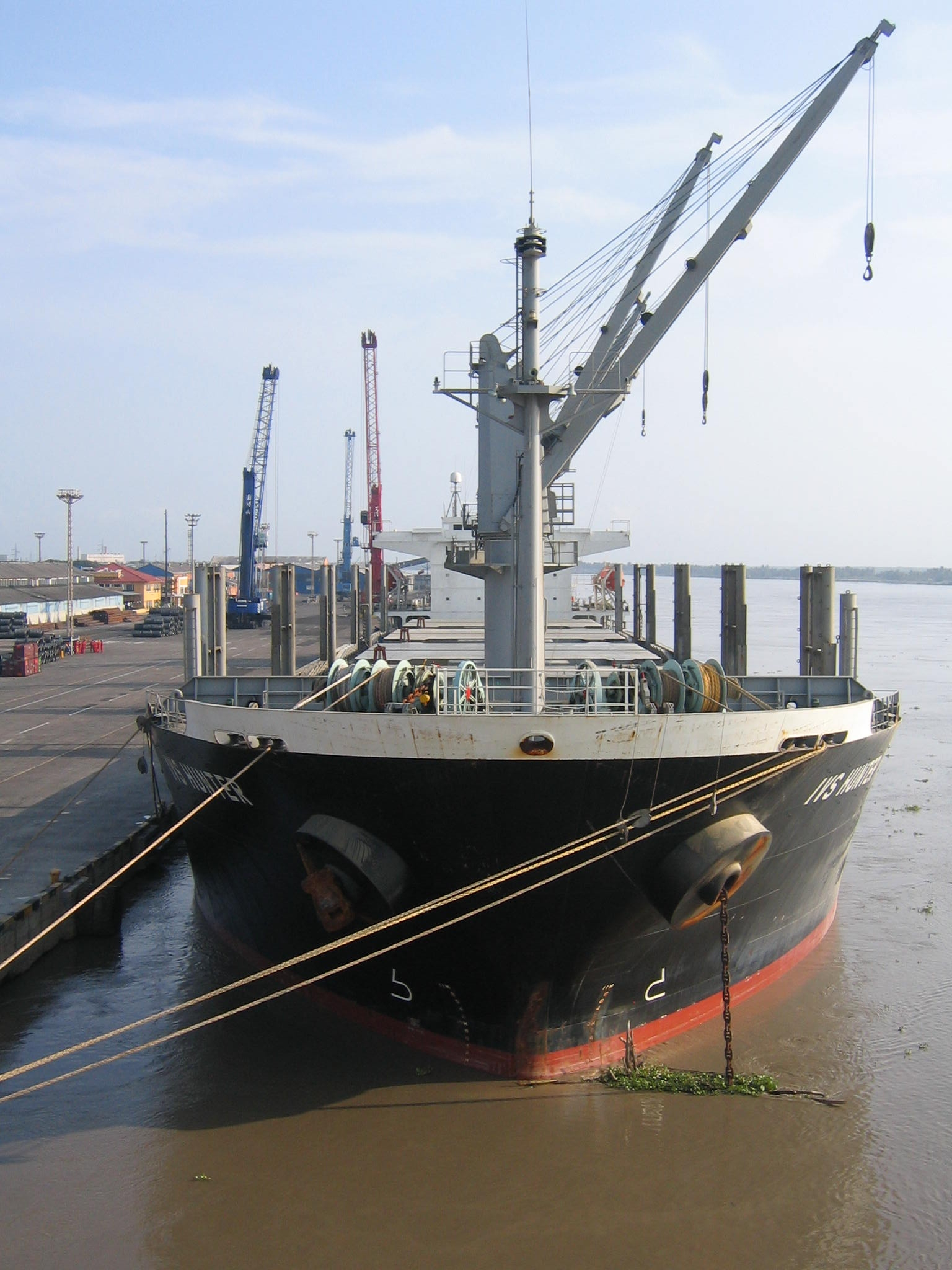
Una nave Handysize

Con il termine Handysize si indicano quelle navi da carico portarinfuse la cui portata lorda è compresa tra le 15.000 e le 60.000 tonnellate.